# ジャパンピクチャーズ
ジャパン・ピクチャーズ（英：JAPAN PICTURES）は、かつて存在した日本のゲイ専用アダルトビデオメーカーである。主にゲイビデオの制作・販売を行っていた。2010年11月を最後に新作の制作は行なっていないが、過去の作品は動画配信サイト「Glossmen」から提供されている。

## 概要
体育会系専門メーカーとして、コートコーポレーションから独立して、2001年頃に設立された。主なレーベルはジャパンピクチャーズを代表する「JAPAN」、「體」、「パーフェクトボディ」、「MEGA PANIC」、収録時間が60分ほどで低価格な「EX」等がある。因みに「Japan Round」シリーズはコート時代のものである。
2005年にはジャパン・ピクチャーズとは別に、「メンズコム」というゲイビデオメーカーが設立されており、体育会系の「7up」（カメラ・ゴーグルマンがJAPAN PICTURESと同じ）、SG系の「Heavy Weight」、美少年ナンパの「Big Wave」（カメラマン・グラサン男がFuture Entertainmentと同じ）、デブ専の「Fat Balloon」の4レーベルがあった。

## レーベル
- JAPAN PICTURES
  - JAPAN
  - 體
  - EX
  - STUD PLAYERS
  - パーフェクトボディ
  - MEGA PANIC
  - 男白組（1人のモデルをフィーチャーした各巻約10分程のレーベル）
  - The 1st Lesson
  - Next Door
  - その他、BEST版、単発オリジナル作品など多数。
- メンズコム
  - 7up
  - Big Wave
  - Heavy Weight
  - Fat Balloon
- その他
  - Glossmen（動画配信）